# Super-io
Con il termine Super-io (originale tedesco Über-Ich) o dalla resa in lingua latina Super-ego, secondo la teoria freudiana, si indica una delle tre istanze intrapsichiche che, insieme all'Es e all'Io, compongono il modello strutturale dell'apparato psichico ed è quella che, secondo lo stesso Freud, si origina dalla interiorizzazione dei codici di comportamento, divieti, ingiunzioni, schemi di valore (bene/male; giusto/sbagliato; buono/cattivo; gradevole/sgradevole) che il bambino attua all'interno del rapporto con la coppia dei genitori.
Inizialmente il padre della psicoanalisi aveva distinto all'interno della personalità tre  dimensioni: una conscia, una preconscia e una inconscia; in seguito opererà una suddivisione della personalità nelle tre sfere sopra elencate.
Il Super-io è costituito da un insieme eterogeneo di modelli comportamentali, oltre che di divieti e comandi, e rappresenta un ipotetico ideale verso cui il soggetto tende con il suo comportamento.
«È una sorta di censore che giudica gli atti e i desideri dell'uomo».
Attraverso tale istanza si determina un meccanismo che porta alla frantumazione dell'Io ed alla sua successiva modificazione, in quanto vengono da esso assimilati modelli derivanti da imposizioni altrui. Il Super-io, infatti, scaturisce dal bagaglio culturale e formativo acquisito sin dall'infanzia dai genitori ed in seguito da altri eventuali educatori.
Se quindi, da una parte, tale sfera riveste una funzione positiva, limitando i desideri e le pulsioni umane, dall'altra, causa un senso continuo di oppressione e di non appagamento.

## Funzioni
Secondo Freud il bambino interiorizza e costruisce il suo Super-io, rapportandosi ai suoi genitori e mostrando una forte sensibilità non solo a quello che i genitori gli dicono, ma soprattutto a come glielo dicono, a come si rapportano a lui e a come si rapportano tra di loro. Questo vuol dire che i genitori possono inviare messaggi superegoici non solo attraverso il linguaggio, ma anche attraverso gesti, espressioni ed atteggiamenti. Le tappe di costruzione del Super-io:
- 0-1 anno: Rapporto materno, origine del Super-io, prima infanzia;
- 2-3 anni: Controllo sfinterico;
- 3-5 anni: Fase edipica della seconda infanzia, formazione completa del Super-io;
- 5-10 anni: Terza infanzia;
- 10-15 anni: Pre-adolescenza, verso lo sviluppo della coscienza morale.

I ricordi rimossi che risiedono nell'inconscio tendono spontaneamente a tornare alla coscienza, ma dato che ciò risulterebbe sconveniente per la stabilità psichica del soggetto, il Super-io li respinge opponendo tutte le resistenze possibili.
Il Super-io è anche detto "l'ideale dell'Io", in quanto esso - con i suoi divieti e permessi - condiziona i pensieri ed i comportamenti del soggetto affinché questo tenda appunto ad un io ideale, il cui carattere sarà modellato sui soggetti che hanno contribuito a formare il Super-io, in primis i genitori e poi in seguito altre figure che di loro rappresentano un continuum.
Il Super-io è quindi coinvolto anche nel controllo dell'io, quale rappresentante della realtà; esso non è un'istanza psichica ben determinabile, bensì una serie di processi mentali, formatisi nel corso dell'infanzia durante la risoluzione del complesso edipico e che con tenacia e persistenza condizionano per sempre la vita.
Il Super-io è indirettamente osservabile quando non si compie un'azione che si vorrebbe compiere, anche se non ci sono coercizioni che la impediscono. Questa istanza, secondo Freud, è anche la fonte di questi sentimenti:
- Vergogna;
- Senso di colpa;
- Angoscia;
- Timore della punizione.

Il Super-io è il rappresentante dei più alti ideali etici e morali che gli esseri umani coltivano; esso, in una sorta di narcisismo autoreferenziale, è un'entità sovrannaturale alla quale ci si appella per placare le proprie ansie, inducendo uno stato illusorio permanente autoipnotico nella propria mente. Rappresenta l'origine della coscienza morale, ma non la coscienza morale. Quest'ultima infatti si forma attraverso un lungo processo di sviluppo e revisione, di critica e superamento dei codici di comportamento interiorizzati nel Super-io. Questo processo inizia pressappoco nell'adolescenza, quindi possiamo parlare di conoscenza morale, in senso stretto, dall'adolescenza.
Esso, inoltre, realizza psicologicamente una situazione familiare triangolare speciale: la famiglia, cioè il soggetto, è finalmente il bambino o bambina al centro dell'attenzione del padre e della madre. La logica di funzionamento di questa istanza è quella del dovere assoluto che mira a controllare totalmente l'Es, fino ad opporsi sistematicamente.  
Durante il sonno REM (ovvero quando si sogna), secondo alcuni psicologi inglesi, la sua attività è naturalmente ridotta e ciò consente, anche se con non poche restrizioni, un parziale ritorno del rimosso. Anche questa istanza, come l'Es, è causa di un tipo di nevrosi. Questa nevrosi è detta conflitto morale o conflitto superegoico ed è facilmente curabile dalla psicoterapia, a differenza delle "nevrosi di carattere" dovuta all'"eccesso di Es".

## Super-io e strutture repressive
È quasi un luogo comune, in psicologia, che, almeno quanto l'interazione con i genitori, sia l'interazione con la società a produrre le strutture consce e inconsce della psiche. Individuo e società, io/super-io e sistema sociale/giuridico si producono vicendevolmente. Di chi sia il primato è una vexata quaestio della psicologia e ancora più della filosofia.
Karen Horney scrive comunque che «sembra semplificazione eccessiva il considerare le proibizioni del"Super-Io" quasi come tracce dirette dei tabù imposti dai genitori. Come in ogni ogni altra tendenza neurotica, lo sviluppo di questa non è dovuto all'una o all'altra particolarità individuale, ma al complesso totale della situazione». Horney aveva introdotto lo stesso concetto di "Super-Io" con queste parole: «Le osservazioni principali che hanno condotto Freud al suo concetto del "Super-Io" sono le seguenti: esistono alcuni speciali tipi di neurotici che sembrano aderire a principi morali particolarmente rigidi ed elevati; scopo principale della loro vita non è il raggiungere la felicità, ma un'aspirazione appassionata alla rettitudine e alla perfezione; (...)».
La stessa famiglia può essere vista come società in nuce: la natura "sociale", "interattiva", dell'individuo, come già presente nei rapporti familiari. 
I componenti interiori della psiche individuale e la loro relazione troverebbero dunque il loro riflesso nelle relazioni con e tra le varie componenti della società. In questa chiave di lettura il super-ego collettivo troverebbe efficienza e riscontro nelle strutture sociali deputate alla repressione delle componenti più attive e vitali (Es). La società (intesa ora come comunità di individui consapevoli / l'Io della società) ha cercato nel tempo di trovare una soluzione tanto alle "passioni" antisociali e anarcoidi degli individui quanto alle "passioni" repressive e necrofile delle dittature liberticide degli stati. 
Come lo stesso Freud ha messo in luce ne Il disagio della civiltà, quello che è stato trovato è lontano da una ideale armonia di tipo sociale tra gli esseri umani; ideale, che, osservando la natura del mondo animale (certamente indulgendo ad una forma di riduzionismo) potrebbe sembrare utopico e addirittura, in termini di psicologia evoluzionistica, un nonsenso. Nella società e nell'individuo, il super-io è strettamente legato alla condizione di conflitto sociale irrisolto da una parte, e di infelicità psichica dall'altra.

## Le altre sfere della personalità

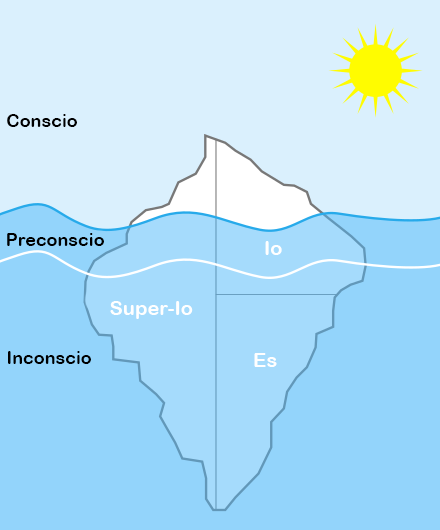
Modello strutturale dell'apparato psichico. Per Freud è possibile una ripartizione dei contenuti della mente umana in due modi diversi, detti topiche. La prima di esse distingue inconscio, preconscio e coscienza, mentre la seconda distingue tra Es (o Id), Io (o Ego) e Super-Io (o Super-Ego).

### L'Es
Letteralmente il termine deriva dal tedesco e corrisponde al pronome neutro di terza persona singolare (in italiano 'esso').
È la sfera caratterizzata dalla completa estraneità all'Io: è il luogo dei contenuti psichici rimossi – cioè scartati dalla coscienza tramite il processo di rimozione – territorio delle pulsioni contrastanti e della continua pressione rivolta incessantemente al soddisfacimento del piacere e dei bisogni egoistici.
Nell'Es non vigono le leggi della logica, non esistono giudizi di valore, non funzionano i meccanismi della memoria a tal punto che i contenuti di tale sfera non risultano modificati nel tempo.
L'Es viene, così, identificato nell'inconscio i cui contenuti – seppure latenti – sono determinanti per l'attività psichica dell'uomo.

### L'Io
È la sfera che corrisponde alla parte cosciente della personalità. La sua funzione è quella, per così dire, di mediare tra le due opposte sfere del Super-io e dell'Es. Non solo: l'Io deve stabilire un equilibrio dinamico con le spinte provenienti dal mondo esterno. Tale considerazione porta Freud ad affermare che l'Io sia, parafrasando il titolo di una commedia di Carlo Goldoni, Arlecchino servitore di due padroni, «servitore di tre padroni» e, proprio per questo motivo, risulta essere fortemente debole ed instabile.
Di conseguenza tale dimensione diventa la «sede propria dell'angoscia, dovuta al triplice pericolo cui il soggetto è esposto: il pericolo che incombe dal mondo esterno, dalla libido dell'Es e dal rigore del Super-io».